# Nina Burger
Nina Burger (ur. 27 grudnia 1987 w Tulln an der Donau) – austriacka piłkarka, grająca na pozycji napastnika. W piłkę gra od siódmego roku życia. Do sukcesów zawodniczki należą mistrzostwo i Puchar Austrii z zespołem SV Neulengbach. Ma za sobą występy w kadrze U-19 oraz seniorskiej reprezentacji swojego kraju.